# Росси, Марсилио
Марсилио Росси (итал. Marsilio Rossi; 3 августа 1916, Рио-де-Жанейро — 16 декабря 1942, Филоново, Воронежская область) — итальянский легкоатлет, выступавший в беге на средние дистанции. Участник летних Олимпийских игр 1936 года.

## Биография
Марсилио Росси родился 3 августа 1916 года в бразильском городе Рио-де-Жанейро.
Выступал в легкоатлетических соревнованиях за «Про Патриа» из Милана. В 1936 году завоевал золотую медаль чемпионата Италии в беге на 400 метров.
В 1936 году вошёл в состав сборной Италии на летних Олимпийских играх в Берлине. В эстафете 4х400 метров сборная Италии, за которую также выступали Анджело Феррарио, Отелло Спампани и Марио Ланци, в полуфинале заняла 3-е место, показав результат 3 минуты 16,6 секунды и уступив 1,6 секунды попавшей в финал со 2-го места команде Канады. Также был заявлен в беге на 400 метров, но не вышел на старт.
Погиб 16 декабря 1942 года в селе Филоново Богучарского района Воронежской области.

## Личный рекорд
- Бег на 400 метров — 49,2 (1936)[1]